# エイラ (クロノ・トリガー)
エイラ（Eira、英語版ではAyla）は、スクウェアのコンピュータRPG『クロノ・トリガー』に登場する架空の人物。

## プロフィール
- エイラ：24歳 168cm 59kg
- 「原始」の時代に生きる「イオカ村」の女酋長
- 原始の世界で人間と敵対する種族「恐竜人」を相手に戦う日々
- 好きなものは強い者とお酒。
- 仲間のためならたった一人でも危険や集団相手に戦いを挑む熱い闘志の持ち主

## 特徴
エイラは人類がラヴォスによって魔法が使えるようになった以前の生まれであるため、魔法を使うことはできないが、肉体能力は極めて高い。
武器は己の拳のみであり、エイラ用の武器は存在せず、装備画面では武器の欄は「こぶし」と表示されている。この「こぶし」は外したりする事は出来ず常に固定装備であるが、レベルアップによって「てっけん」「ごうけん」とランクアップすると言う性質がある。レベル72でエイラの「こぶし」は「てっけん」に変化し、通常攻撃で混乱のステータス異常の付加が可能となる。そしてレベル96では「ごうけん」となり、ランダムにゲーム中の最大ダメージ量9999を出すようになる。
公式イラストには棍棒を持っているものもあるが、ゲーム中では上記の通り武器は一切使わない。
ゲーム中、街や建物、ダンジョン等の中では、静止時及び戦闘時は二本足で直立するが、移動時は両腕を前肢のように使い四足歩行する。
覚える技も肉弾戦を中心とした攻撃技が多いが、ゲーム中では唯一敵からアイテムを盗む能力のあるキャラクターでもあり、「いろじかけ」の特技、またはマールとの連携技「ダブルいろじかけ」で敵からアイテムが手に入る。特に最強防具のいくつかは「いろじかけ」を使用しなければ手に入らないものがある。それだけでなく「キッス」でHPや状態異常を回復することもでき、非常に多彩な特技の持ち主である。
ゲーム終盤の黒鳥号内に監禁されるイベントにおいて、通常は武器防具を全て奪われてしまい戦闘が不可能な状態になるので、この状態で敵に遭遇すると問答無用で監禁されていた部屋に戻されてしまうが、この時にエイラがパーティメンバーにいると、エイラは元々武器を持っていないので装備品を奪われても戦う事が出来る（部屋に戻されない）。ただ戦うと言っても防具は奪われているので敵の攻撃から受けるダメージは大きい上、他の2人は何も出来ずエイラ1人で戦うことになる。

## ゲーム内での活躍
エイラは仲間になる3人目の女性キャラクターで、物理攻撃力は加入当初の数値でメンバー中最強となっている。B.C.65,000,000年の原始時代のイオカ村の酋長であり、恐竜人（恐竜から進化した知的生物、最終的にラヴォスの襲来により全滅）の一族との厳しい生存競争を闘っていた。初登場時エイラは、ボッシュがグランドリオンの修復に使うドリストーンを求めて原始時代へやって来たクロノ達一行を襲う恐竜人の群れから助けたのがきっかけでクロノを気に入り、村に招いたのがきっかけとなる。大の酒好きであり、ドリストーンを求めるクロノに対して酒飲み勝負を持ちかけた。魔王城での決戦後に原始に辿り着いたクロノ達を家に運び込んだ後、“大地のおきて”に従い恐竜人と決着をつけるべく立ち上がる。
曲がった事が大嫌いであり、恋人のキーノがクロノ達に迷惑をかけた時は殴り飛ばして叱咤したり、監禁されるイベントではやむ無く仮病を使って見張りに不意打ちをするも、嘘が嫌いと愚痴をこぼしている。
プレイステーション版では恋人キーノとの結婚のシーンを見ることができる。その際にも強気で野生的な性格が表れている。

## クロノ・クロスでの関連
次作『クロノ・クロス』にはエイラ自身は登場しない。しかし、仲間になるキャラクターの一人リーアは原始時代から飛ばされてきた少女であり、前作のエイラより幼いが、容姿が似たキャラクターとなっている。さらに、リーアをパーティーに入れてエンディングを迎えると、いつかつける自分の子供の名前を「つよい、おおきい」名前の「エイラ」にするとセルジュに告げる。すなわちリーアはエイラの母親である可能性がある。ただし、前作では「ラヴォス」の名前をエイラが説明する際、「ラ」は「火」を意味し、「ヴォス」が「大きい」を意味するとされていた。
また、ルッカの家を増築した孤児院ルッカハウスでは「つおいぞ エイラねえちゃん」と書かれた絵がみられる。

## その他
- 普段はクロノを「クロ」（名前を変更している場合は最初の2文字）と呼ぶが、黒鳥号で一度だけフルネームで「クロノ」と言う。
- エイラの名前はジーン・アウルの『大地の子エイラ』に由来。
- 一人称は自分自身の名前を呼ぶことが多いが、初回に名前を決めるまでは「あたい」が一人称になる。
- キーノと共に、マールの遠い先祖であることがラストで示唆される。